# Julius Prömmel

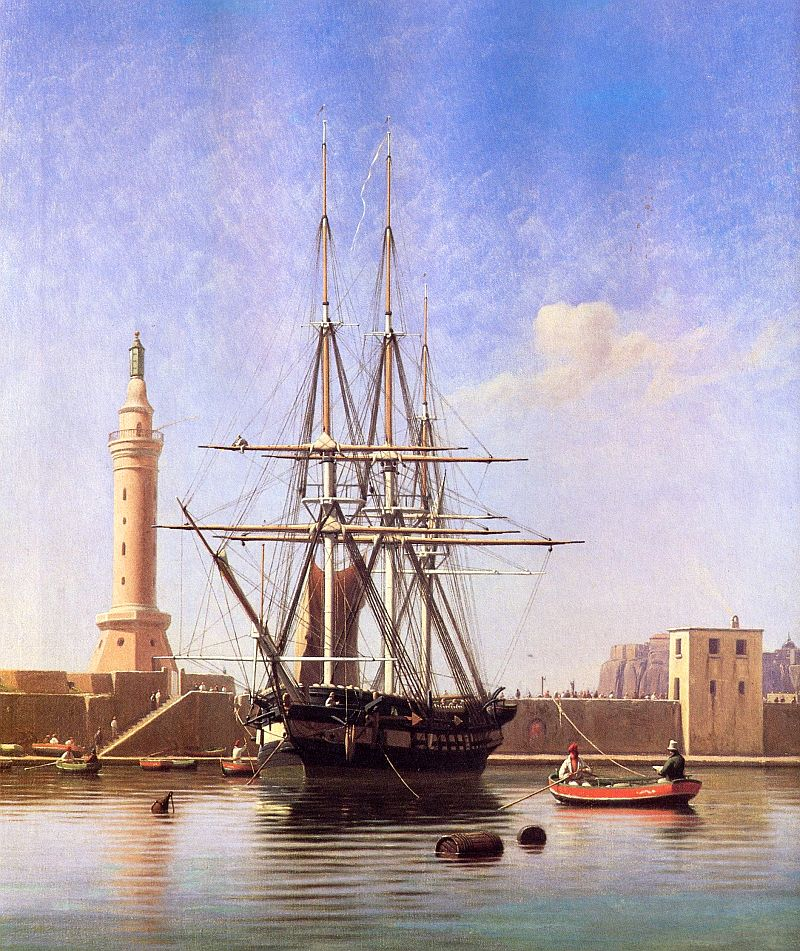
Dänische Fregatte im Hafen Neapel

Julius Prömmel (auch Prømmel, * 22. Februar 1812 in Hamburg-Wandsbek; † 5. Mai 1870 in Triest) war ein dänisch-deutscher Marinemaler und Schiffbauer.

## Leben
Prömmel studierte Malerei in Kopenhagen von 1833 bis 1844 bei Christoffer Wilhelm Eckersberg, dann kehrte er nach Hamburg zurück. Neben der Malerei erlernte er auch das Schiffbauhandwerk. Danach ließ er sich in Triest nieder, wo er als Schiffbauer im Dienste Österreichs tätig wurde. Er verfasste auch Handbücher über Schiffbau.
Prömmel schuf ziemlich wenige Bilder, meistens mit den Darstellungen der Segelschiffe. 

## Werke
- Anleitung zum Schiffbau und zum Entwurfe von Segel- und Dampfschiffen von Holz und von Eisen, zu Kriegs- und zu Handelszwecken theilweise mit Benutzung des schwedischen Werkes über den Schiffbau des G.L.Uggla. Hamburg, Perthes-Besser & Mauke 1864
- Benennung der hauptsächlichsten Theile, Rundhölzer, Segel und des stehenden und laufenden Tauwerks eines Schiffes. Deutsch und Italienisch. Ausgeführt im Auftrage des hohen k. k. Marine-Ministeriums und zusammengesetzt von Julius Prömmel, k. k. Marine-Ingenieur. Triest 1864